# Hipposideros sorenseni
Hipposideros sorenseni — один з видів кажанів родини Hipposideridae.

## Поширення
Країни поширення: Індонезія. Знайдений нижче 1000 м над рівнем моря. Лаштує сідала в печерах великими колоніями. Місця полювання: рисові поля і плантації, що  оточують печери.

## Загрози та охорона
Видобуток вапняку являє собою можливу загрозу для цього виду. Цей вид був записаний у Пангандаранському заповіднику.